# Bystrzyca (dopływ Wielopolki)
Bystrzyca – rzeka, prawobrzeżny dopływ Wielopolki o długości 27,47 km i powierzchni zlewni 191,3 km².
Przepływa przez miejscowości Bystrzyca, Wiśniowa, Olimpów, Wiercany, Iwierzyce, Sielec, Sędziszów Małopolski, Borek Wielki. Do Wielopolki wpada na 19,7 kilometrze jej biegu. Dopływem Bystrzycy jest Budzisz.